# Troglohyphantes balazuci
Troglohyphantes balazuci là một loài nhện trong họ Linyphiidae.
Loài này thuộc chi Troglohyphantes. Troglohyphantes balazuci được miêu tả năm 1956 bởi Dresco.